# San Lorenzo de El Escorial
San Lorenzo de El Escorial er en by og kommune i det centrale Spanien i Madrid-regionen. Den har et indbyggertal på 18.735 (2024) indbyggere.